# Microtis
Microtis es un género de orquídeas de la subfamilia Orchidoideae dentro de la familia Orchidaceae. Tiene 43 especies descritas y de estas solo 19 aceptadas.

## Descripción
Son orquídeas que se encuentran desde Ceilán a China, la mayor parte del sudeste de Asia, Isla de Java, Australia y algunas islas del Pacífico. Son de un tamaño pequeño a mediano, con hábitos terrestres que necesitan un clima estacional y con tubérculos subterráneos, dando lugar a un único tallo que lleva una sola hoja cilíndrica, erguida, con una inflorescencia no ramificada,  con flores resupinadas de pequeño tamaño, con sépalos más pequeños que los pétalos y un labio trilobulado.

## Taxonomía
El género fue descrito por Robert Brown  y publicado en Prodromus Florae Novae Hollandiae 320. 1810.

## Especies
| - Microtis alba R.Br. (1810) (sudoeste de Australia) - Microtis angusii D.L.Jones (1996) (Nueva Gales del Sur) (en riesgo) - Microtis arenaria Lindl. (1840) (Victoria, Tasmania) - Microtis atrata Lindl. (1840) (sudoeste de Australia, Tasmania) - Microtis brownii Rchb.f. (1871) (sudoeste de Australia) - Microtis densiflora (Benth.) M.A.Clem. (1989) (sudoeste de Australia) - Microtis eremaea R.J.Bates (1996) (sudoeste de Australia) - Microtis familiaris R.J.Bates (1990) (sudoeste de Australia) - Microtis globula R.J.Bates (1984) (sudoeste de Australia) - Microtis graniticola R.J.Bates, (1996) (sudoeste de Australia) - Microtis media R.Br. (1810) (sudoeste de Australia) - Microtis media eremicola R.J.Bates (1996) (sudoeste de Australia) - Microtis media media (sudoeste de Australia) - Microtis media quadrata R.J.Bates, (1990) (sudoeste de Australia) - Microtis oblonga R.S.Rogers (1923) (sudeste de Australia) - Microtis oligantha L.B.Moore, (1968) (Nueva Zelanda norteña) - Microtis orbicularis R.S.Rogers (1907) (sur Australia) - Microtis parviflora R.Br. (1810): "Slender Onion Orchid" (Malasia al sudoeste del Pacífico) - Microtis pulchella R.Br. (1810) (sudoeste de Australia) - Microtis rara R.Br., Prodr. (1810) (Queensland, Nueva Gales del Sur) - Microtis unifolia (G.Forst.) Rchb.f. (1871): (sur de China a Japón y sudoeste del Pacífico) (abundante) |